# Scolosanthus subsessilis
Scolosanthus subsessilis är en måreväxtart som beskrevs av Brother Alain. Scolosanthus subsessilis ingår i släktet Scolosanthus och familjen måreväxter. Inga underarter finns listade i Catalogue of Life.